# Горные ксерические редколесья Тибести и Эль-Увейната
Горные ксерические редколесья Тибести и Эль-Увейната — горный экологический регион, расположенный в Египте, Ливии, Судане и Чаде. Статус сохранности экорегиона оценивается как стабильный, его специальный код — PA1331.
Экорегион разделён на два участка. Первый, более крупный — нагорье Тибести в Чаде и Ливии. Второй — хребет Джебель Эль-Увейнат на стыке между Египтом, Суданом и Ливией.

## Климат
Среднее годовое количество осадков в окружающей пустыне Сахара составляет менее 100 мм. За годами без осадков может последовать всего одна гроза, длящаяся несколько часов. В данном горном экорегионе осадки более регулярные, но всё ещё довольно низкие. Ранее в плейстоцене климат был более влажным, потому существовала постоянная связь между территорией экорегиона, Средиземноморьем и Северной Африкой. Средние максимальные годовые температуры составляют 30 °C в низинах и опускаются до 20 °C на самых высоких возвышенностях. Средние минимальные годовые температуры в низинах составляют 12 °C и падают до 9 °C на возвышенностях.

## Флора и фауна
Растительность гор зависит от высоты и уклона. Большие площади вади исходят от юго-западных склонов нагорья Тибести, на которых растут такие деревья, как гифена фивийская, сальвадора персидская, Acacia albida и Tamarix articulata, а также тропические травы из родов гибискус, канатник и Rhynchosia. Экономически важны гифена фивийская и финиковая пальма. На западных склонах возвышенностей произрастают Myrtus nivellei и олеандр, последний также произрастает на более влажных северных склонах. Помимо него, на северных склонах произрастают камышевидник обыкновенный, ситник морской, тростник обыкновенный и хвощ ветвистый.
Джебель Эль-Увейнат практически лишён растительности, есть только некоторые виды кустарников из родов лаванда и шалфей. Разрозненные деревья акации кручёной не позволяют отнести этот хребет к горной растительности, поскольку эти деревья не встречаются на возвышенностях. Здесь доминирующими растениями являются акация кручёная, Aerva javanica и Cleome chrysantha. В общей сложности на Эль-Увейнате зарегистрировано всего 87 видов растений. Вади поддерживают наибольшее количество низинной пустынной растительности, так как она получает сток дождевой воды из горных районов.
Экорегион поддерживает популяции нескольких крупных млекопитающих Сахары. Например, аддакс, сахарский орикс, газель-доркас, газель-дама, гривистый баран и гепард. Мелкие млекопитающие и их хищники также многочисленны, например: капский даман, капский заяц, нигерийская песчанка, пушистохвостая песчанка, Gerbillus campestris и 3 вида лисиц: африканская лисица, песчаная лисица и фенек. Среди других хищников в экорегионе водятся гиеновидная собака, лесной кот, медоед, обыкновенный шакал и полосатая гиена, все они обитают в основном в Тибести.
Фауна рептилий и земноводных бедна.

## Состояние экорегиона
Крутой, пересечённый рельеф и его местоположение глубоко в пустыне делают его почти нетронутым. Как растения, так и животные могут искать здесь убежище. В экорегионе почти нет людей, местное население состоит преимущественно из кочевых скотоводов, плотность населения составляет 0—1 чел. на км². Однако кочевники и солдаты по-прежнему используют ресурсы экорегиона и практикуют нерегулируемую охоту.
Плохое воздействие на экорегион оказали стычки между Чадом и Ливией. После окончания чадско-ливийского конфликта ситуация в Чаде стала довольно стабильной, однако военные столкновения на границе между двумя странами продолжились.
Местообитания не подвергаются значительным угрозам, в долгосрочной перспективе может понадобиться охраняемая территория.